# Atração Fatal
Fatal Attraction (bra: Atração Fatal; prt: Atracção Fatal) é um filme de suspense erótico estadunidense de 1987, dirigido por Adrian Lyne, de um roteiro escrito por James Dearden, baseado em seu curta-metragem de 1980, Diversion. Estrelado por Michael Douglas, Glenn Close e Anne Archer, o filme centra-se em um homem casado que tem um fim de semana com uma mulher que se recusa a permitir que isso acabe e se torne obcecada por ele.
Atração Fatal foi lançado em 18 de setembro de 1987 pela Paramount Pictures. Recebeu resposta crítica geralmente positiva e gerou controvérsia no momento de seu lançamento. O filme se tornou um enorme sucesso de bilheteria, arrecadando US$ 320,1 milhões contra um orçamento de US$ 14 milhões, tornando-se o filme de maior bilheteria de 1987. Recebeu seis indicações ao Oscar 1988, nas categorias de melhor filme, melhor diretor, melhor atriz (Glenn Close), melhor atriz coadjuvante (Anne Archer), melhor roteiro adaptado e melhor edição.

## Enredo
A vida de Dan Gallagher não poderia estar melhor. Advogado de sucesso, ele vive um casamento feliz e tem uma linda pequena filha. Até que um dia ele conhece a editora-chefe Alex, com quem tem um caso no final de semana. A amante começa a exibir um comportamento descontrolado e obsessivo, e logo Dan termina o curto relacionamento. Alex não aceita ser rejeitada e começa a fazer da vida de Dan e da sua família um verdadeiro inferno.

### Enredo alternativo
Alex Forrest foi originalmente roteirizado cortando sua garganta no final do filme com a faca que Dan tinha deixado no balcão, para fazer parecer que Dan a havia assassinado. Depois de ver seu marido sendo levado pela polícia, Beth encontra uma fita cassete reveladora onde Alex ameaça se matar e que tinha sido enviada a Dan. Ao perceber as intenções de Alex, Beth leva a fita para a polícia, que absolve Dan do crime. A última cena mostra, em flashback, Alex tirando sua própria vida, cortando sua garganta enquanto ouvia Madame Butterfly.
Depois de fazer as exibições de testes, Joseph Farrell (que lidou com as exibições de testes) sugeriu que a Paramount refizesse um novo final. Alex foi assassinada por um tiro durante a refilmagem de três semanas da cena de ação. O assassinato de Alex por Beth justapõe a relação entre as duas personagens; com Alex sendo vitimada e Beth violentamente protegendo sua família.
No DVD da edição especial de 2002, Close comenta que tinha dúvidas sobre voltar a filmar o final do filme porque acreditava que a personagem se autodestruiria e se suicidaria. Close acabou cedendo suas preocupações e filmou a nova sequência depois de lutar contra a mudança por duas semanas. Close descreveu como ela era protetora em relação a sua personagem, a quem ela "nunca pensou ser uma vilã", afirmando que: "Eu não estava interpretando uma generalidade, não estava interpretando um clichê. Eu estava interpretando um ser humano muito específico, profundamente perturbado e frágil, a quem eu havia aprendido a amar". No entanto, embora o final tenha transformado Alex em uma "psicopata" contra os desejos de Close, ela também reconheceu que o filme não teria experimentado o enorme sucesso que obteve sem o novo final, porque deu ao público "...uma sensação de catarse, uma esperança, de que de alguma forma a unidade familiar sobreviveria ao pesadelo".
Close declarou, baseada em suas pesquisas para a personagem, que não a considerava uma psicopata, mas uma mulher perturbada. Ela também disse que gostaria de refazer o filme sob o ponto de vista feminino: "Nós abordamos a Paramount sobre essa ideia", admitiu Close. "Eles disseram que tinham algumas coisas em desenvolvimento com Fatal Attraction. Eu acho que seria interessante contar a mesma história do ponto de vista dela. Acho que ela se transformaria em uma figura trágica, ao invés de uma vilã".
O filme foi lançado inicialmente no Japão com o final original. O final original também apareceu em uma edição especial VHS e LaserDisc lançada pela Paramount em 1992, e foi incluída no DVD do filme uma década depois.

## Elenco Principal
- Michael Douglas como Daniel "Dan" Gallagher - marido de Beth, pai de Ellen, e um advogado de Nova Iorque que tem um caso com seu colega de trabalho Alex Forrest e depois se arrepende.
- Glenn Close como Alexandra "Alex" Forrest - colega de trabalho e amante de Dan, que fica obcecada por ele. Close foi indicado ao Oscar por sua atuação. As atrizes Barbara Hershey e Debra Winger chegaram a ser convidadas para interpretar a personagem Alex, mas recusaram o papel.[13][14]
- Anne Archer como Elizabeth "Beth" Rogerson Gallagher
- Ellen Hamilton Latzen como Ellen Gallagher - Depois do sucesso de Fatal Attraction, a atriz-mirim atuou em O Elétrico Mr. North e Férias Frustradas de Natal, além de participar de alguns seriados de TV na década de 90. Abandonou os holofotes aos 15 anos. Hoje, trabalha com vendas e está casada. Em 2017, ela se encontrou com Michael Douglas que registrou o momento em seu Facebook.[15]
- Stuart Pankin como Jimmy
- Ellen Foley como Hildy
- Fred Gwynne como Arthur
- Meg Mundy como Joan Rogerson, mãe de Beth
- Tom Brennan como Howard Rogerson, pai de Beth
- Lois Smith como Martha, secretária de Dan
- Mike Nussbaum como Bob Drimmer
- J. J. Johnston como O'Rourke
- Michael Arkin como tenente
- Jane Krakowski como Christine, a babá

## Produção

### Roteiro
O filme foi adaptado por James Dearden (com alguma ajuda de Nicholas Meyer) de Diversion, um curta de 1980 de Dearden para a televisão britânica. No livro de Meyer "The View from the Bridge: Memories of Star Trek and a Life in Hollywood", ele explica que no final de 1986 o produtor Stanley R. Jaffe pediu-lhe para olhar o roteiro desenvolvido por Dearden, e ele escreveu um memorando de quatro páginas, fazendo sugestões para o roteiro, incluindo um novo final para o filme. Algumas semanas depois, ele se encontrou com o diretor Adrian Lyne e deu-lhe algumas sugestões adicionais. Em última análise, Meyer foi convidado a reformular o roteiro com base em suas sugestões, que acabaram sendo o roteiro de filmagem.

### Elenco
Os produtores Sherry Lansing e Stanley Jaffe tinham sérias dúvidas sobre ter Glenn Close no filme porque não achavam que ela pudesse ser sexual o suficiente para o papel de Alex. Close foi persistente, de modo que depois de se encontrar com Jaffe várias vezes em Nova York, ela foi convidada a ir a Los Angeles para ler com Michael Douglas na frente de Adrian Lyne e Lansing. Antes da audição, ela deixou seu cabelo naturalmente crespo "enlouquecido" porque ela estava impaciente em mudá-lo, e ela usava um vestido preto que a tornava magra que ela pensava que a fazia parecer "fabulosa" para a audição. Isso impressionou Lansing, porque Close "apareceu completamente diferente...imediatamente ela entrou no papel". Close e Douglas realizaram uma cena no início do roteiro, onde Alex flerta com Dan em um café, e Close saiu "convencido de que minha carreira tinha acabado, que eu tinha acabado, eu tinha estragado completamente minhas chances". Lansing e Lyne, no entanto, estavam convencidos de que ela estava certa para o papel; Lyne afirmou que "uma transformação erótica extraordinária aconteceu. Ela era uma mistura trágica e desconcertante de sexualidade e raiva - eu observei Alex ganhar vida". Para se preparar para seu papel, Glenn Close consultou vários psicólogos, na esperança de entender a psique e as motivações de Alex. Ela estava desconfortável com a cena de fervura do coelho, que ela achava muito extrema, mas teve a certeza de consultar os psicólogos que tal ação era inteiramente possível e que o comportamento de Alex correspondia a alguém que sofrera abuso sexual infantil incestuoso quando criança.

## Recepção

### Bilheteria
Fatal Attraction passou oito semanas na primeira posição nos EUA e, finalmente, arrecadou US$ 156,6 milhões no mercado interno, tornando o filme o segundo filme com maior bilheteria de 1987 nos EUA, atrás de Three Men and a Baby. Também arrecadou US$ 163,5 milhões no exterior, totalizando um total de US$ 320,1 milhões, tornando-o filme de maior bilheteria de 1987. Isso, por sua vez, levou à produção de vários thrillers psicológicos com temas semelhantes ao longo dos anos 80 e 90.

### Resposta da crítica
Em sua crítica para o New York Times, Janet Maslin acreditava que o filme se tornaria um clássico cult, escrevendo "daqui a alguns anos, será possível identificar o momento exato que produziu Fatal Attraction, o novo thriller romântico de Adrian Lyne, e circunstâncias precisas que fizeram dele um sucesso". Rotten Tomatoes atribui ao filme uma classificação de 75% com base em críticas de 48 críticos; No Metacritic, o filme tem uma classificação de 67/100, com base em críticas de 16 críticos.
Após seu lançamento, Fatal Attraction gerou muita discussão sobre as possíveis consequências da infidelidade. Enquanto isso, algumas feministas não apreciavam o que sentiam ser a representação de uma mulher de carreira forte que é ao mesmo tempo psicopata.
Barry Norman expressou simpatia pelas feministas frustradas pelo filme
e chamou-lhe inferior ao filme de Clint Eastwood, Play Misty for Me, que tem um enredo similar. No entanto, ele declarou "forte e muito bem feito, excelentemente interpretado pelos três personagens principais e bem escrito".
O filme deixou uma impressão indelével nos telespectadores do sexo masculino. Close foi citada em 2008 como tendo dito: "Os homens ainda vêm até mim e dizem: 'Você me assustou.' Às vezes eles dizem: 'Você salvou meu casamento'".

### Análise acadêmica
A personagem de Alex Forrest tem sido discutida por psiquiatras e especialistas em cinema e tem sido usado como ilustração cinematográfica para o transtorno de personalidade borderline. A personagem exibe os comportamentos de impulsividade, labilidade emocional, esforços frenéticos para evitar o abandono, raiva severa frequente, auto-agressão e mudança de idealização para desvalorização; essas características são consistentes com o diagnóstico, embora geralmente a agressão a si própria em vez de outras seja uma característica mais comum no transtorno de personalidade borderline. Alguns, em vez disso, consideraram a personagem como uma psicopata.
Como citado em Every Breath You Take: Stalking Narratives and the Law de Orit Kamirs, "a personagem de Glenn Close, Alex, é deliberadamente feita para ser uma erotomaníaca. Gelder relata que Glenn Close consultou três psiquiatras separados para um perfil interno de sua personagem, que deveria estar sofrendo de uma forma de condição obsessiva conhecida como síndrome de Clérambault (Gelder 1990, 93-94)".
O termo popular inglês "bunny boiler", traduzido para o português como fervedora de coelhinhos, freqüentemente usado para descrever uma mulher obcecada e rejeitada, deriva da cena em que se descobre que Alex cozinhou o coelho de estimação.
Fatal Attraction foi descrito como um filme neo-noir por alguns autores.

### Saúde mental e gênero
Como Alex Forrest é retratada como uma mulher psicótica, obcecada pelo amor, em busca de vingança, comportamentos que representam a perseguição estão presentes. De acordo com um estudo de 148 pessoas conduzido por Randy e Lori Sansone, mais da metade das pessoas que foram consideradas culpadas de incidentes relacionados com perseguição também experimentaram transtorno de personalidade borderline entre outras preocupações de saúde mental. Pode-se notar que a feminilidade de Alex Forrest foi vista como tóxica e temerosa para as pessoas no filme com as quais ela interagia, o que é uma representação crucial das mulheres como possessivas e psicóticas quando se trata de domínio sobre um homem. Pessoas que sofrem de transtorno de personalidade borderline também podem ter maiores riscos de problemas como transtorno bipolar e esquizofrenia.
Além disso, a maioria das situações de perseguição ocorre a partir de pessoas que anteriormente estavam envolvidas em relacionamentos com a pessoa que está sendo perseguida, de acordo com pesquisas de Spitzberg e Vekslet. No caso de Alex Forrest, sua obsessão era por um homem que ela não poderia ter devido a outras circunstâncias em sua vida. Essas circunstâncias, Beth e Ellen, são sua família, e, embora Alex e Dan não tivessem um relacionamento profundo ou significativo, a agressividade de Alex causava suposições de problemas de saúde mental.
A representação de Alex de problemas de saúde mental neste filme mostra exatamente a aderência e o apego que as pessoas com comportamentos de perseguição apresentam. Cortar os pulsos e fingir estar grávida são técnicas de manipulação que alguém com transtorno de personalidade e apego usaria para recuperar a intimidade desejada com um ex-parceiro. As mulheres tendem a perseguir ex-parceiros, bem como as mulheres associadas a esses ex-parceiros, como se pode ver no filme de 1992, Single White Female, de 1992.

## Principais prêmios e Indicações
| Prêmio                     | Categoria                                                     | Destinatário                      | Resultado |
| -------------------------- | ------------------------------------------------------------- | --------------------------------- | --------- |
| Oscar 1988                 | Melhor Filme                                                  | Stanley R. Jaffe e Sherry Lansing | Indicado  |
| Oscar 1988                 | Melhor Diretor                                                | Adrian Lyne                       | Indicado  |
| Oscar 1988                 | Melhor Roteiro Adaptado                                       | James Dearden                     | Indicado  |
| Oscar 1988                 | Melhor Atriz                                                  | Glenn Close                       | Indicado  |
| Oscar 1988                 | Melhor Atriz Coadjuvante                                      | Anne Archer                       | Indicado  |
| Oscar 1988                 | Melhor Edição                                                 | Michael Kahn Peter E. Berger      | Indicado  |
| ACE Eddie                  | Melhor Longa-Metragem Editado                                 | Michael Kahn Peter E. Berger      | Indicado  |
| ASCAP Award                | Top Box Office Films                                          | Maurice Jarre                     | Venceu    |
| BAFTA Awards               | Melhor Ator                                                   | Michael Douglas                   | Indicado  |
| BAFTA Awards               | Melhor Atriz Coadjuvante                                      | Anne Archer                       | Indicado  |
| BAFTA Awards               | Melhor Edição                                                 | Michael Kahn e Peter E. Berger    | Venceu    |
| Casting Society of America | Melhor Elenco para Longa-Metragem, Drama                      | Risa Bramon Garcia                | Indicado  |
| Casting Society of America | Melhor Elenco para Longa-Metragem, Drama                      | Billy Hopkins                     | Indicado  |
| David di Donatello         | Melhor Ator Estrangeiro                                       | Michael Douglas                   | Indicado  |
| David di Donatello         | Melhor Atriz Estrangeira                                      | Glenn Close                       | Indicado  |
| Directors Guild of America | Direção Destacada - Longa-Metragem                            | Adrian Lyne                       | Indicado  |
| DVD Exclusive Award        | Documentário Retrospectivo Original, Lançamento da Biblioteca | Jon Barbour                       | Indicado  |
| Prêmios Globo de Ouro      | Melhor Filme - Drama                                          | Stanley R. Jaffe                  | Indicado  |
| Prêmios Globo de Ouro      | Melhor Filme - Drama                                          | Sherry Lansing                    | Indicado  |
| Prêmios Globo de Ouro      | Melhor Diretor                                                | Adrian Lyne                       | Indicado  |
| Prêmios Globo de Ouro      | Melhor Atriz em Filme - Drama                                 | Glenn Close                       | Indicado  |
| Prêmios Globo de Ouro      | Melhor Atriz Coadjuvante - Filme                              | Anne Archer                       | Indicado  |
| Goldene Kamera             | Golden Camera para Melhor Ator Internacional                  | Michael Douglas                   | Venceu    |
| Goldene Kamera             | Golden Camera para Melhor Atriz Internacional                 | Glenn Close                       | Venceu    |
| Goldene Kamera             | Golden Screen                                                 | Golden Screen                     | Venceu    |
| Grammy Award               | Melhor álbum escrito para um filme ou televisão               | Maurice Jarre                     | Indicado  |
| NBR Award                  | Os dez melhores filmes                                        | Os dez melhores filmes            | Venceu    |
| People's Choice Award      | Filme dramático favorito                                      | Filme dramático favorito          | Venceu    |
| Writers Guild of America   | Melhor Roteiro Baseado em Material de Outro Meio              | James Dearden                     | Indicado  |

Reconhecimento do American Film Institute
- Lista do AFI dos 100 maiores filmes de suspense—#28[36]
- Lista do AFI dos 100 maiores heróis e vilões do cinema: Alex Forrest—vilã—#7[37]

## Mídia doméstica
A edição especial do colecionador do filme foi lançada em DVD em 2005. A Paramount lançou Fatal Attraction em Blu-ray Disc em 9 de junho de 2009. A versão em Blu-ray continha vários recursos extras do DVD de 2005, incluindo comentários do diretor Adrian Lyne, entrevistas com o elenco e a equipe, um olhar sobre o fenômeno cultural do filme, um visual dos bastidores, filmagens dos ensaios, o final alternativo e o trailer original do cinema.

## Em outras mídias

### Peça teatral
Uma peça baseada no filme abriu em Londres, no Haymarket Theatre, em março de 2014. Foi adaptado pelo roteirista original do filme James Dearden. Foi estrelado por Natascha McElhone como Alex Forrest, Mark Bazeley como Dan Gallagher, Kristin Davis como Beth Gallagher, Jane How como Joan Rogerson e Alex Lowe como Jimmy.

### Seriado
Em 2 de julho de 2015, a Fox anunciou que uma série de TV baseada no filme está sendo desenvolvida pelos escritores de Mad Men Maria e Andre Jacquemetton. Em 13 de janeiro de 2017, foi anunciado que o projeto foi cancelado.